# مؤتمر البريد العالمي

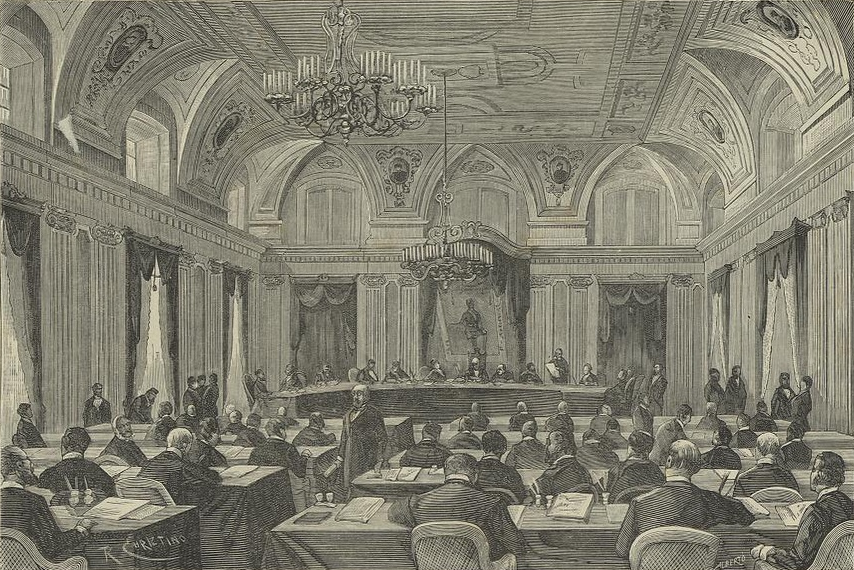
مؤتمر البريد العالمي 1885

مؤتمر اتحاد البريد العالمي (بالإنجليزية: Postal Union Congress) هو السلطة العليا للاتحاد العالمي للبريد، فهو يجمع المفوضين من الدول الأعضاء في الاتحاد الذين يبلغ عددهم 192 دولة عضو، ويجتمع مرة كل أربع سنوات لمناقشة حالة القطاع البريدي العالمي واتخاذ قرار بشأن مستقبله.

## موعد مؤتمر البريد العالمي
يقام المؤتمر مرة كل اربع سنوات ويحضر المؤتمر ممثلي الحكومات وقادة القطاع البريدي من الدول الأعضاء بالاتحاد، ومنظمات الأمم المتحدة، وهيئات دولية وإقليمية لمناقشة دور البريد في العالم ومن المفترض ان يقام المؤتمر في دروته القادمة بالمملكة العربية السعودية في عام 2023 والذي فازت بتنظيمه عقب تصويت الدول الأعضاء.

## وصلات خارجية
- الصفحة الرسمية للاتحاد البريدي العالمي باللغة الفرنسية والإنجليزية.
- اتحاد البريد العالمي.